# Elisa Piqueras
Elisa Piqueras Lozano (Albacete, 1912 - Valencia, 1974) fue una pintora, escultora y profesora española.

## Trayectoria
Piqueras nació en Albacete, pero se trasladó a Valencia para estudiar en la Escuela de Bellas Artes de San Carlos donde conoció al que sería su esposo, Juan Renau Berenguer, ya que ambos formaban parte de la Federación Universitaria Escolar valenciana. En el curso 1930-31 consiguió matrícula de honor en la asignatura de Anatomía artística. La Fundación Roig le otorgó un premio de 100 pesetas en esa disciplina.
En 1933 participó en el III Congreso de la Unión Federal de Estudiantes Hispanos representando a sus compañeros por la delegación de Bellas Artes junto a Juan Renau, Manuel Edo, Amparo Muñoz y Eduardo Muñoz Orts. Junto a ellos participó con diversos trabajos escultóricos en exposiciones colectivas celebradas en la sala Blava d´Acció d´Art, en el Ateneo Mercantil y en el Círculo de Bellas Artes.
Alrededor de 1935 realizó un busto de Juan Renau del que solo se conserva una reproducción fotográfica. En ella se puede ver al retratado con una gran naturalidad siguiendo los cánones  artísticos del momento, en que se valoraba más la correcta ejecución de la anatomía frente al ornamento de los ropajes.
Se adhirió a la Sección de Artes Pláticas de la Alianza de Intelectuales Antifascistas al producirse el golpe de Estado del 18 de julio de 1936. En 1937 colaboró en la organización del II Congreso Internacional de Intelectuales para la Defensa de la Cultura.
Realizó viñetas para el diario Verdad dirigido por Max Aub y para la revista Nueva Cultura. Colaboró con su cuñada Manuela Ballester en el diseño de la revista semanal Pasionaria. En su obra gráfica se aprecia la influencia de los Caprichos de Goya.
Contrajo matrimonio civil el 7 de marzo de 1937.
Colaboró en las campañas del Socorro Rojo Internacional. Participó activamente en la Agrupación Mujeres Antifascistas y formó parte de la II Conferencia Nacional de Mujeres Antifascistas celebrada en Valencia en 1937 junto a Emilia Elías, Carmen Manzana y Dolores Ibárruri.
En 1938 se trasladó a Barcelona donde fue profesora de dibujo en el Instituto para obreros de dicha ciudad. Presentó varios bocetos para un concurso de condecoraciones convocado por el Ministerio de Defensa Nacional y obtuvo el primer accésit al boceto de la Medalla dedicada a la Segunda Guerra de la Independencia.
En enero de 1939 atravesó la frontera a pie por Le Perthus, tras estar en el campo de concentración de Argelès-sur-Mer, se reunió con su marido y ambos marcharon a Colombia, ayudados por José María Ots Capdequí, antiguo profesor de ambos. En 1946 se instalaron en México donde trabajó en el taller artístico de la familia Renau Ballester. En Bogotá trabajaron en publicidad comercial, y en México hicieron carteles para la industria del cine.
Tras regresar a Valencia en 1957, dejó de pintar profesionalmente. Murió a los 62 años.

## Reconocimiento
En Albacete, Piqueras ha sido reconocida dando su nombre a una calle y en una publicación de ABIBA, la Asociación de Bibliotecarias y Bibliotecarios de Albacete.